# Press On
Press On es el quinto álbum de estudio del músico estadounidense David T. Walker. Fue publicado en noviembre de 1973 a través de Ode Records.

## Relanzamientos
El 20 de diciembre de 2006, el sello Videoarts Music reeditó Press On por primera vez en CD en Japón.

## Recepción de la crítica
Un escritor no especificado de la revista Billboard escribió: “Este es un LP en el que todo suena. El líder de la guitarra solista melódica y sus compañeros se divierten tocando melodías pop con un fuerte abrigo de soul y algunas melodías cuasi-blues con un toque pop. Hay muchos solos improvisados, lo que le da al lunes una influencia jazzística. Pero el LP debería atraer tanto al oyente que no es de jazz como al aficionado al jazz que es capaz de apreciar la buena musicalidad. Y eso es lo que tiene este LP. Lo ayudan hábilmente acompañantes de Los Ángeles como Torn Scott, Oscar Brashear, Emie Watts y Joe Sample. «With a Little Help from My Friends» es una magnífica sesión de ejercicios, con «Superstition» igualmente asertiva y alegre”. Un escritor no especificado de la revista Record World declaró: “El súper guitarrista David T. da un paseo solo y nos entrega un álbum de melodías de guitarra de jazz absolutamente maravillosas. Una gran colección de canciones incluye «I Got Work to Do», «Superstition», «With a Little Help for My Friends» y una excelente voz en la canción que da nombre al álbum”. Un escritor no especificado de la revista Cash Box comentó: “Billy Preston, un músico con el que David ha trabajado mucho, no tiene más que elogios para el Sr. Walker, y cuando veas lo último en A&M tendrás la misma opinión. [...] Joe Sample y Jerry Peters realmente preparan una tormenta con el saxo para hacer de la versión de David del monstruo de Stevie Wonder, «Superstition», una obra maestra funky. En todo momento, el trabajo de guitarra y voz de David son sólidos y dan crédito a su inminente surgimiento como estrella”.

## Rendimiento comercial
Press On debutó en la lista Soul LPs de Billboard el 29 de diciembre de 1973 en el número 59. En dos semanas subió 19 lugares hasta el número 40. Press On alcanzó su punto máximo, en el número 23, el 16 de marzo de 1974. Cayó al número 26 la semana siguiente, y pasó un total de 16 semanas en esa lista, siendo su posición final en el número 51 durante la semana del 13 de abril.

## Lista de canciones
| Lado uno |                                      |                            |          |  |
| N.º      | Título                               | Escritor(es)               | Duración |  |
| 1.       | «I Got Work to Do»                   | The Isley Brothers         | 6:06     |  |
| 2.       | «Brother, Brother»                   | Carole King                | 3:30     |  |
| 3.       | «Press On»                           | David T. Walker            | 3:36     |  |
| 4.       | «Didn't I Blow Your Mind This Time»  | Thom Bell William Hart     | 4:40     |  |
| 5.       | «With a Little Help from My Friends» | John Lennon Paul McCartney | 7:05     |  |

| Lado dos |                              |                                                             |          |  |
| N.º      | Título                       | Escritor(es)                                                | Duración |  |
| 1.       | «Superstition»               | Stevie Wonder                                               | 4:54     |  |
| 2.       | «I Who Have Nothing»         | Jerry Leiber Mike Stoller Giulio Rapetti Mogol Carlo Donida | 7:25     |  |
| 3.       | «If That's the Way You Feel» | Keg “Kayjay” Johnson                                        | 3:10     |  |
| 4.       | «Save Your Love for Me»      | Buddy Johnson                                               | 3:55     |  |
| 5.       | «If You Let Me»              | Frank Wilson                                                | 3:35     |  |

## Créditos y personal
Créditos adaptados desde las notas de álbum de Press On.
| Lado uno 1. «I Got Work to Do» - David T. Walker – guitarra líder, guitarra rítmica - Harvey Mason – batería, campanas - Charles Larkey – bajo eléctrico - Ms. Bobbye Hall – conga, trombón, bongó, cuica - Clarence McDonald – teclado - Tom Scott – instrumentos de viento-madera - Oscar Brashear – trompeta - George Bohanon – trombón 2. «Brother, Brother» - David T. Walker – guitarra líder, guitarra rítmica - Harvey Mason – batería - Charles Larkey – bajo eléctrico - Ms. Bobbye Hall – conga, trombón, bongó, cuica - Jerry Peters – teclado - Ernie Watts – saxofón - Oscar Brashear – trompeta - George Bohanon – trombón 3. «Press On» - David T. Walker – guitarra líder, guitarra rítmica, voz principal - Harvey Mason – batería - Charles Larkey – bajo eléctrico - Ms. Bobbye Hall – conga, trombón, bongó, cuica - Jerry Peters – teclado, coros - Joe Sample – teclado - Ernie Watts – saxofón - Oscar Brashear – saxofón - George Bohanon – saxofón - Merry Clayton – coros - Stephanie Spruill – coros - Maxine Willard – coros 4. «Didn't I Blow Your Mind This Time» - David T. Walker – guitarra líder, guitarra rítmica - Harvey Mason – batería, campanas - Charles Larkey – bajo eléctrico - Ms. Bobbye Hall – conga, trombón, bongó, cuica - Joe Sample – teclado - Carole King – teclado - Jerry Peters – instrumentos de cuerda - Ernie Watts – saxofón - Oscar Brashear – trompeta - George Bohanon – trombón 5. «With a Little Help from My Friends» - David T. Walker – guitarra líder, guitarra rítmica - Harvey Mason – batería - Charles Larkey – bajo eléctrico - Ms. Bobbye Hall – conga, trombón, bongó, cuica, percusión - Tom Scott – saxofón - Oscar Brashear – trompeta - George Bohanon – trombón - Clarence McDonald – teclado | Lado dos 1. «Superstition» - David T. Walker – guitarra líder, guitarra rítmica - Harvey Mason – batería - Charles Larkey – bajo eléctrico - Ms. Bobbye Hall – conga, trombón, bongó, cuica, percusión - Jerry Peters – teclado - Joe Sample – teclado - Ernie Watts – saxofón - Oscar Brashear – trompeta 2. «I Who Have Nothing» - David T. Walker – guitarra líder, guitarra rítmica - Harvey Mason – batería, vibráfono - Charles Larkey – bajo eléctrico - Ms. Bobbye Hall – conga, trombón, bongó, cuica - Carole King – teclado - Jerry Peters – teclado - Joe Sample – teclado - Ernie Watts – instrumentos de viento-madera - Oscar Brashear – trompeta - George Bohanon – trombón 3. «If That's the Way You Feel» - David T. Walker – guitarra líder, guitarra rítmica - Harvey Mason – batería - Charles Larkey – bajo eléctrico - Ms. Bobbye Hall – conga, trombón, bongó, cuica - Ernie Watts – instrumentos de viento-madera - Oscar Brashear – trompeta - George Bohanon – trombón - Joe Sample – teclado - Carole King – teclado 4. «Save Your Love for Me» - David T. Walker – guitarra líder, guitarra rítmica - Harvey Mason – batería - Charles Larkey – bajo eléctrico - Ms. Bobbye Hall – conga, trombón, bongó, cuica - Ernie Watts – saxofón - Oscar Brashear – trompeta - George Bohanon – trombón - Joe Sample – teclado 5. «If You Let Me» - David T. Walker – guitarra líder, guitarra rítmica - Harvey Mason – batería - Charles Larkey – bajo eléctrico - Ms. Bobbye Hall – conga, trombón, bongó, cuica - Joe Sample – teclado - Jerry Peters – teclado - Ernie Watts – saxofón - Oscar Brashear – trompeta - George Bohanon – trombón |

## Posicionamiento
| Gráfica (1974)                                        | Pico de posición |
| ----------------------------------------------------- | ---------------- |
| Estados Unidos (Billboard Bubbling Under the Top LPs) | 201              |
| Estados Unidos (Billboard Soul LPs)                   | 23               |